# El fugitivo (serie de televisión)
El fugitivo (título original en inglés: The Fugitive) es una serie de televisión de drama policial estadounidense creada por Roy Huggins. La serie se emitió por la cadena televisiva ABC desde septiembre de 1963 hasta agosto de 1967. Estuvo protagonizada por David Janssen en el papel del Dr. Richard Kimble, Barry Morse como el Teniente Phil Gerard y Bill Raisch como el misterioso Hombre manco. En su momento fue una de las series más populares en todo el mundo, convirtiéndose su protagonista en una estrella conocida en todo el planeta.
La serie se centra en el Dr. Richard Kimble, un médico condenado injustamente por el asesinato de su esposa y condenado a muerte. De camino al corredor de la muerte, el tren del Dr. Kimble se descarrila con un interruptor, lo que le permite escapar y comenzar una búsqueda campo a través del verdadero asesino, un "hombre manco". Al mismo tiempo, Richard Kimble es acosado por las autoridades, sobre todo por el teniente de policía Philip Gerard.
The Fugitive se emitió durante cuatro temporadas y se produjeron 120 episodios, cada uno de 51 minutos. Las primeras tres temporadas se filmaron en blanco y negro, mientras que la última se filmó en color.

## Sinopsis
El médico pediatra Richard Kimble (David Janssen) fue acusado del asesinato de su esposa, Helen, quien trabajaba como enfermera, en la ficticia ciudad estadounidense de Stafford, Indiana. Pero él no la había matado. Quien acabó con su vida fue un misterioso "hombre manco" (Bill Raisch). El jurado había declarado culpable a Kimble y lo sentenció a morir. Rumbo al lugar donde sería ejecutado, viajando en tren y viendo a través del cristal del vagón por última vez el mundo, el destino mueve sus hilos y el tren en el que era llevado por el Teniente Phillip Gerard (Barry Morse), sufre un accidente y Kimble escapa. Durante su huida, cambiaba de identidad, asumía diversos trabajos, sin estar gran tiempo en las ciudades o pueblos en los cuales se refugiaba. Kimble era inocente y sabía que lo único que podía hacer para probar su inocencia era huir, encontrar al verdadero culpable del asesinato de su esposa y escapar del Teniente Gerard, obsesionado por su captura.

## Reparto y personajes

### Personajes principales

#### Dr. Richard Kimble /El Fugitivo
Interpretado por David Janssen. El protagonista del programa, y el único personaje visto en los 120 episodios, fue el Dr. Richard David Kimble, basado en parte en la historia de Sam Sheppard.
Aunque el Dr. Richard Kimble era un pediatra respetado en la pequeña ciudad ficticia de Stafford, Indiana, se sabía que su esposa Helen y él habían tenido discusiones antes de su muerte. El embarazo de Helen había terminado con el nacimiento de un niño muerto, y la cirugía para salvar su vida también la había dejado infértil. La pareja estaba devastada, pero Helen se negó a considerar la adopción de niños como quería Richard.
En la noche del asesinato de Helen, los Kimble habían sido escuchados, más temprano ese mismo día, discutiendo acaloradamente sobre este tema por parte de sus vecinos. Richard luego salió a dar un paseo para refrescarse; mientras conducía a casa, casi golpea a un hombre con un solo brazo, que huía de las inmediaciones de la casa de Kimble. Luego, Richard descubrió que Helen había sido asesinada, pero nadie había visto ni escuchado a Richard salir a dar su paseo, o lo había visto mientras estaba fuera, y ninguna evidencia mostraba que el "hombre manco" que Kimble vio alguna vez existió. En su juicio, Kimble fue condenado injustamente por el asesinato de Helen y condenado a muerte en la silla eléctrica.
Después del choque de trenes y su escape de la custodia, Kimble se muda de pueblo en pueblo, siempre tratando de permanecer discreto y pasar desapercibido mientras evade la captura y espera encontrar al hombre manco. Adopta muchos alias indescriptibles y se esfuerza en trabajos serviles mal pagados (es decir, aquellos que no requieren identificación o controles de seguridad y generan poca atención social). En muchos episodios, se encuentra con una damisela en apuros o posiblemente con un niño en peligro; luego elige poner en riesgo su anonimato ayudando a esta persona que lo merece. Otro elemento frecuente de la trama es que alguien descubra la verdadera identidad de Kimble y la use para manipularlo, bajo la amenaza de entregarlo a la policía.
El Dr. Richard Kimble es inteligente e ingenioso y, por lo general, puede desempeñarse bien en cualquier trabajo que realice. (Esto a veces genera sospechas, ya que su comportamiento educado suele estar muy en desacuerdo con la naturaleza servil de los trabajos que se ve obligado a realizar). También muestra una destreza considerable en el combate cuerpo a cuerpo. En el episodio "Nemesis", distrae y noquea a un guardabosques, luego descarga rápidamente el rifle del hombre para asegurarse de que no pueda dispararle si lo persiguen. En el sexto episodio, Kimble reveló que se había desempeñado como médico en la guerra de Corea.
La familia de Kimble hace apariciones dispersas a lo largo de la serie, sobre todo su hermana, Donna y su esposo, Leonard Taft. La familia de Kimble aparece por primera vez en el episodio 15, en el que Kimble regresa a su ciudad natal después de leer en el periódico de su ciudad natal que su padre, el Dr. John Kimble (Robert Keith), se jubila. También se presenta al hermano de Kimble, Ray (Andrew Prine). Si bien Donna y John creían en la inocencia de Kimble, Ray no estaba convencido y comenzó a resentirse con Richard, ya que su asociación le costó a Ray su trabajo y su prometida; sin embargo, Ray se convence de la inocencia de Richard durante su estadía. También aparecen los hijos de Leonard y Donna, David y Billy; Sin embargo, a pesar de su apariencia, solo Billy aparece en el final de dos partes de la serie "The Judgement" (en la segunda parte, Donna menciona que Billy se mudó temporalmente con su hermano para acomodar a un visitante). Aunque se presentó a toda la familia, solo Donna y su familia reaparecieron en episodios posteriores. Ray no se volvió a mencionar en el programa, y el episodio de la tercera temporada "Running Scared" trató sobre Kimble y Donna reuniéndose para llorar la muerte de su padre.
En "The Survivors", Kimble restablece el contacto con la familia de Helen, los Waverly, después de enterarse de que su padre Ed (Lloyd Gough) se enfrenta a la bancarrota por las facturas médicas de su esposa Edith (Ruth White), quien ha desarrollado una afección cardíaca por aferrándose obsesivamente a la memoria de Helen y escuchando los discos fonográficos que hizo antes de su muerte. Kimble visita a la familia y se queda con ellos, a pesar de las objeciones de Edith, y con la ayuda de la hermana de Helen, Terry, localiza una cuenta bancaria secreta que Helen mantuvo para emergencias. Firma la cuenta a Ed, salvándolo financieramente, pero su seguridad se ve comprometida cuando Edith se entera de que Terry cree en su inocencia (al igual que Ed, en menor medida) y está enamorado de Kimble y amenaza con denunciarlo a la policía. Kimble escapa de la casa antes de que esto suceda, después de rechazar suavemente a Terry.
La interpretación discreta de David Janssen capturó hábilmente la esencia de la difícil situación del Dr. Richard Kimble. Ganó el Globo de Oro al mejor actor de serie de televisión - Drama en 1965 y fue nominado en 1966. Fue nominado tres veces al Premio Primetime Emmy al Mejor Actor Principal en una Serie Dramática (1964, 1966 y 1967).

#### Teniente Phillip Gerard
Interpretado por Barry Morse. El Dr. Richard Kimble es perseguido por el implacable detective de la policía de Stafford, el teniente Philip Gerard, un hombre de familia formidablemente inteligente y un servidor público dedicado. Gerard aparece directamente en 37 episodios y también en las principales secuencias de títulos de los 120 episodios; Barry Morse también aparece en los créditos finales de 119 episodios. Por alguna razón, no aparece en los créditos finales del episodio de la primera temporada "Glass Tightrope".
Morse retrató a Gerard como un hombre obligado a capturar a Kimble. La culpa o la inocencia no tenían importancia para Gerard, cuyas propias creencias se han declarado como: "Yo hago cumplir la ley. La ley lo declaró culpable; yo hago cumplir la ley... No me concierne si la ley estaba bien o mal. Que otros debatan y concluyan; yo obedezco...".
En "Never Wave Goodbye Pt. I", afirma nuevamente: "La ley lo declaró culpable, no yo". En "Nightmare at Northoak" y "Wife Killer", afirma con certeza que el manco no existe y que Kimble es culpable; en "Corner of Hell", incluso después de su propia experiencia similar a la de Kimble, todavía se burla de la existencia del hombre manco. ("Sigue siendo el mismo cuento de hadas", se burla.) También le dice a Kimble: "La verdad es que sigues siendo culpable ante la ley".
Contribuye a la obsesión de Gerard por volver a capturar a Kimble la responsabilidad personal que siente por la fuga de Kimble, que ocurrió mientras estaba bajo su custodia. Como le comenta a un capitán de policía de Los Ángeles en "The Judgement, Part 1", el penúltimo episodio del programa, "He perdido muchas cosas en los últimos cuatro años... empezando por un prisionero que el estado me dijo que vigilara".
Con el tiempo, Gerard también pareció haber ganado algunas dudas sobre la culpabilidad de Kimble. En un episodio, cuando una testigo comenta que Kimble mató a su esposa, Gerard simplemente responde: "La ley dice que lo hizo", pero con un tono de duda audible en su voz. En el episodio "Nemesis", el sheriff local afirma: "Dijiste que es un asesino". A esto, Gerard responde bruscamente: "El jurado dijo eso". Las dudas de Gerard aumentan después de que Kimble rescata a Gerard en episodios como "Never Wave Goodbye", "Corner of Hell", "Ill Wind", "The Evil Men Do" y "Stroke of Genius". "The Evil Men Do", en particular, se centra en el respeto que se desarrolla entre los dos hombres cuando Gerard es perseguido por Arthur Brame (James Daly), quien es rescatado de un caballo desbocado por Kimble; Kimble rescata a Gerard de Brame. Cuando Kimble escapa de Gerard, el teniente, en lugar de perseguir a Kimble, persigue y mata a Brame. En el epílogo, Gerard le explica a la viuda de Brame, Sharon (Elizabeth Allen), que quería perseguir a ambos hombres, pero que Arthur era un asesino profesional y mucho más peligroso, mientras que Kimble "ha cometido el único asesinato que probablemente cometería". Gerard está cerca de reconocer la inocencia de Kimble cuando concluye: "Hasta que lo encuentre, y lo haré, no es una amenaza real para nadie más que para sí mismo".
En el transcurso de la serie, la familia de Gerard se enreda en la obsesión de Gerard por encontrar a Kimble. En "Nemesis", Kimble secuestra sin querer al hijo pequeño de Gerard, Philip, Jr. (interpretado por Kurt Russell, de 12 años). Aunque tan preocupado como debería estar cualquier padre, Gerard confía en que Kimble no le hará ningún daño real a su hijo. Después de su experiencia con Kimble, Philip Jr. cuestiona si es culpable y su padre admite abiertamente que podría estar equivocado, aunque eso no cambia su deber. Esta dedicación casi inhumana a su deber tensa su relación con su esposa Marie, casi hasta el punto de ruptura, y hace que ella lo deje en el episodio de dos partes de la tercera temporada "Landscape with Running Figures"; el hecho de que ella realmente entre en contacto con Kimble (sin saberlo al principio) provoca un colapso emocional cuando se da cuenta de quién es él, y le grita a Kimble: "¡Comenzó contigo, TERMINARÁ contigo!" Gerard claramente ama a su esposa cuando finalmente elige ir a buscarla en lugar de perseguir a Kimble. (Gerard le admite a Marie, sin embargo, que volverá a ir cuando llegue la próxima vez: "Está atascado en mi garganta y no puedo tragarlo").
Cuando Gerard finalmente captura a Kimble en la primera parte de "El juicio", no se regodea con el arresto, lo que refleja su respeto por su adversario y posiblemente sus recuerdos de los intentos pasados de Kimble para salvarlo y ayudar a otros mientras huía. "Lo siento", dice. "Simplemente te quedaste sin tiempo". Su decisión de darle a Kimble 24 horas para aclararse en la segunda parte de "The Judgement" también refleja ese respeto y sus crecientes dudas sobre la culpabilidad de Kimble independientemente de la condena. Eso lleva a las escenas culminantes donde surge la verdad del asesinato de Helen Kimble junto con un testigo presencial, amigo de la familia y héroe de guerra, Lloyd Chandler, que estaba en la casa de los Kimble y fue testigo de cómo Fred Johnson asesinó a Helen Kimble en esa fatídica noche, pero fue demasiado cobarde para intervenir. Irónicamente, mientras Kimble y Johnson pelean en lo alto de una atracción de feria, Gerard le dispara fatalmente a Johnson justo antes de que pueda dispararle a Kimble. Gerard le dice con firmeza a Chandler: "Puedes mantener vivo a ese hombre (Kimble), pero no lo harás, ¿verdad?". Los comentarios de Gerard llevan a Chandler a aceptar testificar. Después de que Kimble es exonerado en la corte, Gerard se encuentra con Kimble fuera del juzgado; en silencio sonríe y ofrece su mano. Después de dudar, Kimble lo sacude.
Se pueden ver paralelismos entre la persecución de Kimble por parte de Gerard y la persecución de Jean Valjean por parte del inspector Javert en Les Misérables, aunque Javert nunca deja de lado su obsesión por seguir la letra de la ley, y persigue a su fugitivo, incluso suicidándose cuando descubre que no puede reconciliar sus principios con la misericordia que Valjean le muestra. Sin embargo, Gerard fue retratado externamente como un hombre como Javert, pero internamente como un hombre más pensante que podía equilibrar la justicia y el deber. Según algunos de los que trabajaron en el programa, estos paralelos no fueron una coincidencia. Stanford Whitmore, quien escribió el episodio piloto "Fear in a Desert City", dice que deliberadamente le dio al némesis de Kimble un nombre que sonaba similar para ver si alguien reconocía la similitud entre "Gerard" y "Javert". Uno que reconoció la similitud fue Morse; señaló la conexión con Quinn Martin, quien admitió que The Fugitive fue una "especie de interpretación moderna del esquema de Les Misérables". En consecuencia, Morse volvió a la novela de Victor Hugo y estudió la interpretación de Javert, para encontrar formas de hacer que el personaje fuera más complejo que el "convencional 'cretino de Hollywood'" como Gerard había sido concebido originalmente. "Siempre he pensado que nosotros en las artes... somos todos 'ladrones de tiendas'", dijo Morse. "Todos, desde Shakespeare en adelante y hacia abajo... Pero una vez que lo reconoces... cuando emprendes una expedición de hurto, siempre vas a Cartier's, ¡y nunca a Woolworth's!"

#### El Hombre Manco (Fred Johnson / Gus Evans)
Interpretado por Bill Raisch. "El hombre manco" es una figura sombría, vista por Kimble huyendo de la casa de Kimble después del asesinato de Helen. La serie reveló poco sobre la vida personal del hombre y nunca explicó cómo o cuándo perdió el brazo derecho. 
En el episodio 29 de la primera temporada se reveló que Helen Kimble había sido estrangulada. Este no es el método de elección para un hombre con un solo brazo; en consecuencia, este detalle se retroconectó más tarde, ya que el asesinato se cometió debido a un traumatismo por objeto contundente con una lámpara. (En el episodio piloto, "Fear in a Desert City", Kimble afirma que encontró a su esposa "golpeada hasta la muerte").
El hombre manco rara vez salió en la serie, apareciendo en persona en solo 10 episodios. También aparece en los créditos iniciales a partir de la segunda temporada y en una fotografía en el episodio "The Breaking of the Habit". Se lo ve con poca frecuencia en las primeras tres temporadas y casi no tiene diálogo real hasta la cuarta temporada, cuando su personaje comienza a tener un papel más destacado en la trama. 
El Manco es consciente de que Kimble lo persigue y, con frecuencia, informa a la policía sobre el paradero de Kimble, sobre todo en "Nadie pierde todo el tiempo", cuando llama a su novia (Barbara Baxley) en un hospital y le ordena llamar a la policía, aunque Kimble se arriesgó a ser arrestado para salvar su vida. 
Al igual que Kimble, utiliza una variedad de alias y realiza varios trabajos mientras se encuentra en fuga. En el episodio "Una ciudad limpia y tranquila", se le acredita como Steve Cramer y trabaja como corredor de números empleado por la mafia. En el episodio "The Ivy Maze", se hace pasar por un conserje universitario y jardinero llamado Carl Stoker. Se le conoce con el nombre de Fred Johnson en varios episodios; primero en el episodio de la segunda temporada "Escape into Black", donde trabaja como lavaplatos con este nombre. En el episodio de la tercera temporada "Wife Killer", la reportera Barbara Webb (Janice Rule) descubre que el Manco lleva una amplia gama de identificaciones utilizando varios nombres. Como Fred Johnson, tiene membresía en un club atlético y un recibo por la venta de una pinta de sangre; este recibo en particular muestra que su tipo de sangre es B negativo y que afirma tener 47 años (el propio Raisch tenía 60 años cuando se filmó este episodio). Las otras identidades utilizadas por el Hombre Manco no se revelan en el episodio, aunque mientras Barbara hojea una cartera llena de identificaciones, nota que él es "un hombre de muchas identidades, ninguna de ellas es la misma". 
El hombre manco se identifica como Fred Johnson en el final de la serie de dos partes, "The Judgement". También se le conoce como Johnson en "The Ivy Maze" (donde se hace pasar por Carl Stoker), y en un momento, Fritz Simpson (William Windom) se dirige a él como Fred. (Ese episodio es donde Kimble, Gerard y el Manco aparecen en la misma escena por primera vez). Este es el único nombre consistente por el que tienen que pasar, y tanto Gerard como Kimble se refieren al Hombre Manco como Fred Johnson en algunos episodios posteriores; en el final de la serie, Lloyd Chandler también se refiere a él como Johnson. Sin embargo, cuando es interrogado por el teniente Gerard en "El juicio", el manco niega que Fred Johnson sea su verdadero nombre. Si bien el nombre real del personaje nunca se establece definitivamente, se podría argumentar que es Gus Evans; como se revela en "The Judgement", ese fue el nombre que usó antes de matar a Helen Kimble, cuando presumiblemente no habría tenido necesidad de adoptar un alias. 
Bill Raisch interpretó a un amargado veterano de guerra que comienza una pelea en un bar con el John W. Burns de Kirk Douglas en la película de 1962 Los valientes andan solos. El papel fue una introducción natural a su papel en The Fugitive.

### Personajes secundarios
- La esposa asesinada del Dr. Richard Kimble, Helen (de soltera Waverly), fue retratada en flashbacks en tres episodios, incluida "La chica del pequeño Egipto" de la primera temporada y (sin acreditar) en "El juicio: Parte II" de la cuarta temporada por Diane Brewster. La voz no acreditada de Brewster también se escucha en mensajes grabados de la voz de Helen en "The Survivors" de la segunda temporada. Sin embargo, en un flashback extremadamente breve en el episodio de la segunda temporada "Ballad For A Ghost", Helen (descubierta muerta) no fue interpretada por Brewster sino por Janis Paige; en este episodio, Paige también interpretó a una cantante que se parecía mucho a Helen.
- Jacqueline Scott como la hermana casada del Dr. Richard Kimble, Donna Taft, apareció en cuatro historias, incluido el final de la serie de dos partes.
- Su esposo, el cuñado del Dr. Richard Kimble, Leonard Taft, apareció en tres de esas historias y fue interpretado por un actor diferente cada vez: James B. Sikking en la primera temporada, Lin McCarthy en la tercera temporada y Richard Anderson en el final de la cuarta temporada.
- Paul Birch apareció como el Capitán Carpenter, el superior de Gerard en el departamento de policía de Stafford, Indiana, en 13 episodios de las temporadas uno y dos.
- La esposa de Gerard, Marie, apareció en tres historias, interpretadas por una actriz diferente cada vez. En "Never Wave Goodbye, Part One", Rachel Ames la interpretó brevemente. Más tarde fue interpretada por la actriz de origen británico Mavis Neal Palmer, sin acreditar en "May God Have Mercy".[7] En la historia de dos partes "Landscape with Running Figures", la única historia en la que ella tiene un papel importante, ella es interpretada por Bárbara Rush.
- La monja Veronica, interpretada por Eileen Heckart, aparece en dos historias: el episodio de dos partes de la primera temporada "Angels Travel on Lonely Roads" y la cuarta temporada "The Breaking of the Habit". Ella es el único personaje sin vínculos directos con la familia de Kimble o el asesinato de Helen Kimble que aparece en más de una historia.

En el episodio 15 de la primera temporada, Billy Mumy y Clint Howard aparecen en papeles como los sobrinos de Kimble, hijos de la hermana de Kimble, Donna. 
Se emitieron cuatro episodios con dos partes a lo largo de la serie, todos ellos con personajes en ambas partes. "Never Wave Goodbye" presenta en ambas partes, además de Gerard, a Susan Oliver como Karen Christian, Robert Duvall como su hermano Eric y Lee Philips como el Dr. Ray Brooks, con Karen y Richard Kimble enamorándose, mientras Ray suspira por Karen. "Angels Travel on Lonely Roads" tiene en ambas partes, además de Veronica, a Albert Salmi como Chuck Mathers, el brutal dueño de una gasolinera que le da problemas a Kimble y luego intenta cobrar el dinero de la recompensa cuando descubre quién es Kimble; reemplazando a Gerard (este es el único bipartito en el que Gerard no aparece) Sandy Kenyon como sheriff local y Ken Lynch como detective de policía local vestido de civil. "Landscape with Running Figures" tiene en ambas partes, además del teniente Gerard y la señora Gerard, a Herschel Bernardi y Jud Taylor como dos policías locales vestidos de civil que ayudan a Gerard en la persecución. El final de la serie, "The Judgement", tiene, en ambas partes, además de Gerard, Donna, Leonard y el Manco, también a Diane Baker como amiga de la familia Kimble de Stafford, Jean Carlisle, y ella deja brazo con brazo con el Dr. Richard Kimble en la escena final de la serie. 
Solo el personaje del Dr. Richard Kimble está presente en pantalla en cada episodio; El narrador fuera de pantalla William Conrad también es escuchado al principio y al final de cada episodio, aunque nunca fue acreditado, mientras que una voz diferente anuncia el título del episodio y los nombres de las estrellas invitadas del episodio en el adelanto de apertura. Ese locutor (un Dick Wesson no acreditado) también dice, "El fugitivo" en voz alta al final de los créditos finales que conducen a los patrocinios de estudio de la serie ("'El fugitivo' ha sido presentado por..."). The Untouchables, que fue la primera serie de Martin como productor, también contenía un narrador (Walter Winchell) y un locutor (Les Lampson), al igual que The New Breed, la primera serie que produjo QM Productions, con Wesson como locutor y Art Gilmore como narrador.

### Reparto invitado
Con 120 episodios y, por lo general, dos o más estrellas invitadas por episodio, la serie ofreció una gran cantidad de estrellas del escenario y la pantalla, actores de personajes y talentos emergentes. Muchas estrellas invitadas aparecieron como diferentes personajes en múltiples episodios. Aquí está una lista parcial: 
- Seis episodios: Richard Anderson, Dabbs Greer.
- Cinco episodios: Crahan Denton, Bruce Dern, Carol Eve Rossen, Jud Taylor, Harry Townes.
- Cuatro episodios: Joseph Campanella, Dabney Coleman, Diana Hyland, Lin McCarthy, David Sheiner.
- Tres episodios: Elizabeth Allen, Lou Antonio, R. G. Armstrong, Ed Asner, Malcolm Atterbury, Edward Binns, Antoinette Bower, Geraldine Brooks, Michael Constantine, Robert Doyle, Robert Duvall, Harold Gould, Arch Johnson, Shirley Knight, John Milford, Joanna Moore, Laurence Naismith, Lois Nettleton, Tim O'Connor, Woodrow Parfrey, Phillip Pine, Don Quine, Telly Savalas, Patricia Smith, June Dayton.
- Dos episodios: John Anderson, Ed Begley, Beau Bridges, James T. Callahan, J.D. Cannon, Paul Carr, Russell Collins, James Daly, Kim Darby, Ivan Dixon, James Doohan, Robert Drivas, Andrew Duggan, Norman Fell, Lloyd Gough, Murray Hamilton, June Harding, Pat Hingle, Celeste Holm, Clint Howard, Steve Ihnat, Johnny Jensen, Georgann Johnson, Wright King, Jack Klugman, Ted Knight, John Larch, Jack Lord, Nancy Malone, Paul Mantee, Joe Maross, Nan Martin, Ed Nelson, Leslie Nielsen, Sheree North, Warren Oates, Arthur O'Connell, Collin Wilcox Paxton, Suzanne Pleshette, Andrew Prine, Madlyn Rhue, Paul Richards, Peter Mark Richman, Gilbert Roland, Carlos Romero, Barbara Rush, Janice Rule, Kurt Russell, Albert Salmi, Brenda Scott, Milton Selzer, Madeleine Sherwood, Tom Skerritt, Julie Sommars, Michael Strong, Malachi Throne, Joan Tompkins, Diana Van Der Vlis, Ruth White, Nancy Wickwire, Donald Losby.

## Producción

### Desarrollo
La serie fue concebida por Roy Huggins y producida por Quinn Martin. Una creencia popular es que la serie se basó en parte en la historia real de Sam Sheppard, un médico de Ohio acusado de asesinar a su esposa. Sin embargo, Huggins negó repetidamente basar la serie en Sheppard.
Aunque condenado y encarcelado, Sheppard afirmó que su esposa había sido asesinada por un "hombre de pelo tupido". Los hermanos de Sheppard contrataron a F. Lee Bailey para apelar la condena. Bailey defendió a Sheppard y ganó una absolución en el segundo juicio. Coincidentemente, el supervisor musical del programa, Ken Wilhoit, estaba casado con Susan Hayes, quien había tenido una relación íntima con Sheppard antes del asesinato y testificó durante el primer juicio en 1954.
El programa presenta un dispositivo de trama popular de un hombre inocente que huye de la policía por un asesinato que no cometió, mientras que simultáneamente persigue al verdadero asesino. Tuvo sus antecedentes en las películas de Alfred Hitchcock The 39 Steps, Saboteur y North by Northwest. El concepto de un médico escondido por cometer un crimen importante también había sido representado por James Stewart como el misterioso Buttons the Clown, que nunca se quitaba el maquillaje, en The Greatest Show on Earth. El escritor David Goodis afirmó que la serie se inspiró en su novela Dark Passage de 1946, sobre un hombre que escapa de prisión después de haber sido condenado injustamente por matar a su esposa. El litigio de Goodis sobre el tema continuó durante algún tiempo después de su muerte en 1967. 
El dispositivo de la trama de un fugitivo que vive huyendo de las autoridades se inspiró libremente en la novela Les Misérables de Victor Hugo de 1862. El personaje de Richard Kimble se inspiró en el protagonista de la novela, Jean Valjean, un ex convicto que vive una vida como fugitivo y tiene numerosos alias, además de ayudar a las personas que lo rodean. El personaje del teniente Gerard, que acosa a Kimble a lo largo de la serie, también está vagamente inspirado en un personaje de la misma novela, un implacable inspector de policía llamado Javert, que está obsesionado con capturar al fugitivo. 
Otros programas, como Ruta 66, habían empleado la misma premisa antológica de vagabundos que encuentran aventuras en cada nuevo lugar al que llegan. El fugitivo, sin embargo, respondió dos preguntas que habían acosado a muchas series similares: primero, por qué el protagonista nunca se instaló en ningún lado y segundo, por qué el protagonista trató de resolver estos problemas él mismo en lugar de llamar a la policía. Elegir a un médico como protagonista también proporcionó a la serie un "rango de entrada" más amplio en las historias locales, ya que el conocimiento médico de Kimble le permitiría a él solo reconocer los elementos esenciales del episodio (por ejemplo, síntomas médicos sutiles o una medicina abusada), y la ética común del médico (por ejemplo, brindar ayuda en emergencias) lo llevaría naturalmente a situaciones peligrosas. 

### Partitura musical
Pete Rugolo, que había trabajado en la serie anterior de David Janssen Richard Diamond, Private Detective, compuso la música original para The Fugitive. (Rugolo trabajó más tarde con el creador Roy Huggins en Run for Your Life y otros proyectos). El seguimiento de la música era una práctica estándar en ese momento, pero a diferencia de prácticamente todas las series con guion en horario estelar de la década de 1960, ningún episodio, ni siquiera "The Judgement", recibió una partitura original; toda la música original utilizada para la serie fue compuesta por Rugolo y grabada en Londres antes de que se filmara la serie. De hecho, muchos episodios tenían a Rugolo como el único compositor acreditado para las partituras del episodio, pero solo una fracción de toda la música escuchada a lo largo de la serie era música original de Rugolo. La música de biblioteca (ya sea de otros programas de televisión clásicos o de bibliotecas de música de archivo, como fue el caso de Las aventuras de Superman) proporcionó la mayoría de las partituras de los episodios. Por ejemplo, las señales de Dominic Frontiere se volvieron comunes en la cuarta temporada; un oyente entusiasta podría encontrarse escuchando tales pistas de la serie The Outer Limits durante el episodio culminante final de The Fugitive. Numerosas señales ominosas, dramáticas y llenas de suspenso de los episodios de The Twilight Zone como "The Invaders", entre otros, se utilizan con gran efecto a lo largo de la serie. Las viejas canciones pop "I'll Never Smile Again" y "I'll Remember April" aparecen varias veces en la serie, a menudo asociadas con la difunta esposa de Kimble, Helen.
La pequeña melodía original que en realidad se escribió y grabó se construyó en torno a un tempo acelerado que representaba música en ejecución. Se usarían diferentes variaciones, desde tristes hasta orientadas a la acción, con muchos arreglos desarrollados para que el supervisor musical seleccionara el más adecuado para escenas particulares. Además, se utilizó un tema original tipo "Dragnet" para el teniente Gerard. 
En la versión más larga inédita del piloto del programa, se utilizó una partitura musical diferente (enlatada) en las secuencias de apertura y cierre. Además, se filmaron varias escenas eliminadas, incluida una, con el teniente Gerard hablando con el capitán Carpenter, que se volvió a filmar. Quinn Martin sintió que Gerard estaba un poco trastornado en su obsesión. Esa versión también incluía a William Conrad como narrador en los créditos finales. 

## Recepción

### Índices de audiencia
En su temporada de debut, The Fugitive ocupó el puesto 28 en las Nielsen ratings de EE. UU. (con una calificación de 21,7) y saltó al quinto lugar en la segunda temporada (27,9). Cayó del top 30 durante las últimas dos temporadas, pero el final de la serie, en el que se mostró el destino del Dr. Kimble, actualmente ocupa el tercer puesto en la audiencia de televisión estadounidense más alta de todos los tiempos, con un 72%.

### Premios
El Fugitivo fue nominado a cinco premios Emmy y ganó el Emmy a la mejor serie dramática en 1966. En 2002, ocupó el puesto 36 en la lista de los 50 mejores programas de televisión de todos los tiempos de TV Guide. TV Guide nombró al hombre manco como el número 5 en su lista de 2013 de Los 60 villanos más desagradables de todos los tiempos.
La serie también se llevó otros honores. En 1965, Alan Armer, el productor de la serie, recibió un premio Edgar de Mystery Writers of America por su trabajo. Y en un ranking de 1993, TV Guide nombró a The Fugitive como la mejor serie dramática de la década de 1960.

## Medios domésticos
NuVentures Video ha lanzado un total de 40 episodios en VHS (los volúmenes 1 a 10 se relanzaron más tarde con Barry Morse proporcionando introducciones a cada episodio, como en los volúmenes 11 a 20), con programas seleccionados de los 40 emitidos más tarde por Republic Pictures. También se lanzaron doce episodios en laserdisc.
El 23 de octubre de 2012, CBS lanzó The Fugitive: The Most Wanted Edition en DVD en la Región 1. Este conjunto de 34 discos incluía los 120 episodios de la serie, así como características adicionales, como la versión no emitida del piloto con diferentes imágenes. El conjunto se retiró debido a posibles problemas con la música, pero se lanzaron algunos conjuntos. El conjunto fue relanzado más tarde con 5 discos de reemplazo, por lo que ahora toda la música original está intacta.
El 9 de febrero de 2015, CBS Home Entertainment anunció que lanzaría The Fugitive: The Complete Series en DVD reempaquetado a un precio más bajo el 5 de mayo de 2015, pero no incluía el disco adicional que formaba parte del conjunto original de la serie completa.
| Nombre del DVD          | Episodios | Fecha de lanzamiento   |
| ----------------------- | --------- | ---------------------- |
| Season 1, Volume 1      | 15        | 14 de agosto de 2007   |
| Season 1, Volume 2      | 15        | 26 de febrero de 2008  |
| Season 2, Volume 1      | 15        | 10 de junio de 2008    |
| Season 2, Volume 2      | 15        | 31 de marzo de 2009    |
| Season 3, Volume 1      | 15        | 27 de octubre de 2009  |
| Season 3, Volume 2      | 15        | 8 de diciembre de 2009 |
| Season 4, Volume 1      | 15        | 2 de noviembre de 2010 |
| Season 4, Volume 2      | 15        | 15 de febrero de 2011  |
| The Most Wanted Edition | 120       | 23 de octubre de 2012  |
| The Complete Series     | 120       | 5 de mayo de 2015      |

## Remakesyspin-offs

### Películas

#### El Fugitivo (1993)
Warner Bros. Pictures estrenó una película del mismo nombre, basada en la serie, el 6 de agosto de 1993, protagonizada por Harrison Ford como Kimble, Tommy Lee Jones como Gerard (ahora llamado "Samuel" en lugar de "Philip") y Andreas Katsulas como el hombre manco (ahora llamado Fredrick Sykes en lugar de Fred Johnson). El éxito de la película se produjo cuando Hollywood se estaba embarcando en una tendencia de convertir viejas series de televisión en largometrajes. En la película, Kimble es retratado como un destacado cirujano vascular de Chicago en lugar de un pediatra de un pequeño pueblo de Indiana, mientras que Gerard es retratado como un alguacil de EE. UU. en lugar de un teniente de policía. La esposa de Kimble muere en un atentado contra la propia vida de Kimble (en lugar de un intento de robo, como en la serie de televisión) como resultado de una conspiración que involucra a una compañía farmacéutica llamada Devlin MacGregor, en la que trabaja el hombre manco.
Sin embargo, la película se mantuvo fiel a su material de origen, en particular, la noción de que la amabilidad de Kimble lo llevó a ayudar a otros incluso cuando representaba un peligro para su libertad o seguridad física. La película también mostró a Gerard realizando su propia investigación sobre el asesinato como parte de su búsqueda de Kimble y planteando sus propias dudas sobre el caso. Para coincidir con el estreno en cines, NBC transmitió el primer y último episodio del programa en el verano de 1993, y luego presentó el estreno televisivo de la película en 1996. Jones recibió el Premio de la Academia de 1993 al Mejor Actor de Reparto. La película fue nominada a otros seis premios de la Academia, incluido el de Mejor Película.

#### Derivados
El éxito de la película también generó un spin-off, U.S. Marshals, en el que Jones repitió su papel de Gerard. La película recibió más tarde una parodia llamada Wrongfully Accused, con Leslie Nielsen interpretando al personaje principal. La película india de lengua malayalam conocida como Nirnayam, dirigida por Santosh Sivan, sigue la misma historia.

### Televisión

#### El fugitivo(2000)
En el 2000 se estrenó una serie remake, pero solo duró una temporada con 22 episodios. Esta nueva versión de la serie de televisión de corta duración (CBS, 6 de octubre de 2000 - 25 de mayo de 2001) está protagonizada por Tim Daly como Kimble, Mykelti Williamson como Gerard y Stephen Lang como el manco. Fue filmada en varios lugares, incluido Seattle, Washington. CBS canceló la serie después de una temporada, dejando un suspenso sin resolver.

#### The Fugitive(2020)
Un spin-off que se transmitió en la plataforma Quibi presenta a Boyd Holbrook como un nuevo trabajador de cuello azul fugitivo, Mike Ferro, quien es acusado injustamente de detonar una bomba en un tren subterráneo de Los Ángeles. Él es perseguido sin descanso por el detective Clay Bryce (Kiefer Sutherland), un policía legendario que está descubriendo pruebas de que Mike puede no ser culpable.

#### El fugitivo(2020)
Una miniserie de televisión de dos partes, Tôbôsha, se transmitió en TV Asahi, protagonizada por Ken Watanabe como el Dr. Kazuki Kakurai en una trama que sigue de cerca la película de 1993.